# Phloeus
Phloeus is een kevergeslacht uit de familie van de boktorren (Cerambycidae). De wetenschappelijke naam van het geslacht werd voor het eerst geldig gepubliceerd in 1903 door Jordan.

## Soorten
Phloeus omvat de volgende soorten:
- Phloeus brevis Jordan, 1903
- Phloeus ruber Breuning, 1981